# Ландари
Ландари (укр. Ландарі) — село,
Андреевский сельский совет,
Диканьский район,
Полтавская область,
Украина.
Код КОАТУУ — 5321080405. Население по переписи 2001 года составляло 425 человек.

## Географическое положение
Село Ландари находится на берегу реки Средняя Говтва,
выше по течению на расстоянии в 2,5 км расположено село Степановка,
ниже по течению на расстоянии в 1 км расположено село Борисовка,
на противоположном берегу — село Сохацкая Балка.
Река в этом месте пересыхает, её русло сильно заболочено.

## История
- 1876 — дата основания.
- Прошлое название села — Говтва.

## Экономика
- Молочно-товарная ферма.

## Объекты социальной сферы
- Садик.
- Клуб.

## Известные жители и уроженцы
- Инзик, Иван Петрович (1919—1985) — Герой Социалистического Труда.